# Battaglia di Croix-Bataille
La battaglia di Croix-Bataille è stata una battaglia della prima guerra di Vandea combattuta il 24-25 ottobre 1793 nei pressi di Laval.

## Antefatti
L'Esercito cattolico e reale aveva appena preso Laval. Nella notte del 25 ottobre, le truppe di François-Joseph Westermann e di Michel de Beaupuy si unirono a Château-Gontier, e precedevano il grosso dell'esercito repubblicano comandato da Jean-Baptiste Kléber e François Séverin Marceau. Nonostante la stanchezza dei suoi soldati e la contrarietà di Beaupuy che voleva attendere il resto delle truppe, Westermann volle immediatamente passare all'attacco.

## La battaglia
Arrivato nella notte del 24 ottobre davanti Laval, Westermann inviò il capitano Hauteville in ricognizione. Ma i vandeani lo videro ed uscirono dalla città per combattere i repubblicani.
Westermann ebbe appena il tempo di fare spiegare le sue truppe sulla piana di Croix-Bataille che i vandeani li stavano già caricando. Rapidamente la cavalleria con Westermann iniziò a scappare e le file repubblicane andarono nel panico. I chouan di Aimé Picquet du Boisguy si staccarono dai vandeani per prendere i repubblicani alle spalle cosa che mandò li mandò definitivamente in rotta. Completamente travolti i pochi superstiti ripiegarono fino a Château-Gontier.
Il giorno dopo la battaglia il grosso dell'esercito repubblicano raggiunse Westermann a Château-Gontier. L'azione di Westermann fece infuriare Kléber che decise di concedere due giorni di riposo alle truppe.